# Harold E. Robinson
Harold Ernest Robinson (n. 1932, Siracusa, Nueva York) fue un botánico y entomólogo estadounidense.
Los conocimientos en taxonomía del Dr Robinson se acompañaban con los de numerosos grupos vegetales y de ciertos grupos de insectos. Mas su pasión de especialización era la familia botánica de las Asteraceae; y también por las briófitas. Identificó y nombró más de 2800 nuevas especies y subtribus, representando más de un diez por ciento de especies de las Asteraceae. Esa cifra representa asimismo solo un cuarto de las descriptas por Carlos Linneo.
Escribió más de 650 publicaciones, principalmente de las Asteraceae, los musgos y las Hepaticas, así como 200 nuevas especies y 6 géneros de la familia zoológica de las Dolichopodidae (orden Diptera).
Obtiene su bachillerato en ciencias en la universidad de Ohio en 1955, su maestría en ciencias en la Universidad de Tennessee en 1957, un doctorado en la Universidad Duke en 1960.
Luego de un breve pasaje como profesor asistente de 1960 a 1962 en el Wofford College (Spartanburg, Carolina del Sur), es curador asociado de plantas inferiores en el Smithsonian Institute de Washington (1960-1962). En 1964 es curador asociado, y a partir de 1971, curador de botánica.
Con sus colaboradores, realiza estudios taxonómicos de muchas briófitas, de algas verdes, de plantas de la familia de las Hippocrateaceae (hoy sinónimo de la familia Celastraceae).
Estudia la filogenia del género Houstonia, de la familia de las Rubiaceae.
En 1974, nombra la nueva subtribu de las Luziolinae (familia herbácea Poaceae, mas no fue confirmado por estudios recientes genéticos (Duvall et al., 1993).
Nombró el pequeño género de las Synanthes (P. Burns-Balogh, H.Rob. y Mercedes S. Foster), una orquídea epifita de Paraguay.
Ha nombrado 32 nuevas especies de la familia de las Bromeliaceae, principalmente en los géneros Navia. Lindmania, Connellia, Cottendorfia, como Navia albiflora L.B.Smith, Steyermark & Robinson y Navia aliciae L.B.Smith, Steyermark & Robinson.
En 1999, fusiona el género Pepinia en los de Pitcairnia (Harvard Papers in Botany, 4 (1) : 195–202).
Realiza con preciocismo muchas ilustraciones botánicas para el Catalog of Botanical Illustrations, editado por la Smithsonian Institution, como Brewcaria duidensis (Bromeliaceae).
Su obra principal es sobre las Asteraceae. Trabaja en reorganizar las tribus Senecioneae, Heliantheae, Liabeae, Vernonieae.
La tribu de las Eupatoriae es principalmente conocida por sus numerosos productos químicos metabolizados como los alcaloides, los (poli)acetilenos y los terpenoides (ver ictiotereol). Con R.M. King y Ferdinand Bohlmann, Robinson ha hecho un estudio detallado de estos productos. Publica principalmente en el journal Phytochemistry en los años 1970 a 1980.
En 1986, realiza un análisis crítico sobre la cladística en el artículo ”A key to the common errors of cladistics”. (Taxon, 35 : 309-311).